# 布鲁诺·瓦尔特
布鲁诺·瓦尔特 （Bruno Walter，1876年9月15日—1962年2月17日），初名布鲁诺·施莱辛格（Bruno Schlesinger），美籍德國猶太裔指挥家，钢琴家和作曲家。他被视为20世纪最重要的指挥家之一。
瓦尔特是莱比锡布商大厦管弦乐团乐团长（1929年–1933年），纽约爱乐的首席指挥（1947年–1949年）和维也纳爱乐乐团的常任客席指挥。

## 生平

### 早年
布鲁诺·瓦尔特出生于德国柏林一个犹太家庭。8岁即开始在柏林学习音乐。9岁即作为钢琴演奏家第一次登台。汉斯·冯·彪罗给了他如此之深的印象，使得瓦尔特在19世纪90年代初就立志成为一名指挥家。

### 职业生涯
1893年他在科隆歌剧院登台，1894年他就已经在汉堡歌剧院当古斯塔夫·马勒的助手。马勒真是他艺术上的好榜样，瓦尔特自荐要成为马勒的学生并且要跟随马勒去维也纳上演歌剧，但马勒一开始的时候拒绝了。到了汉堡首个乐季和布雷斯劳 (1896/97) (1897/98)、里加(1898-1900)和柏林(1900/01)乐季结束后，他作为乐队长于1901年跟随马勒到了维也纳。
接着他就开始了国际演出生涯。他作为客席指挥在布拉格，伦敦和罗马活动。在马勒死后，他為馬勒两部著名遗作的首演指揮：大地之歌（1911年慕尼黑）和第九交響曲（1912年维也纳）。 
1911年瓦尔特成为奥地利公民，并且正式把名字上的“施莱辛格”划去，在此之前，他早已用艺名「布鲁诺·瓦尔特」任职。1913年他离开维也纳并且到巴伐利亞國立歌劇院作音乐指导，留在那里直到1922年。他扩大了歌剧院的剧目，加入了很多同时代的作品。也是在这个时候，他才慢慢从马勒的巨大影响中走出来。

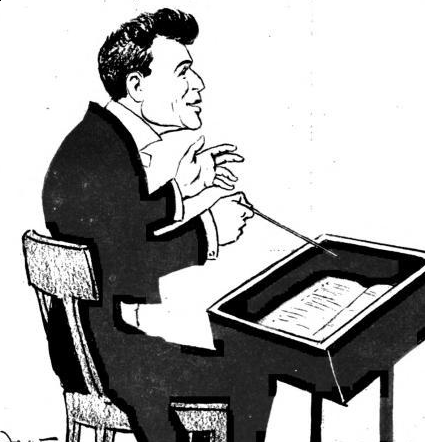
布鲁诺·瓦尔特，1913年漫畫

1923年瓦尔特首次登台美国。1925年他成为柏林市立歌剧院音乐指导。从此他就开始参与萨尔茨堡音乐节，他是该音乐节创办人之一。1929年他从柏林转到莱比锡，接替富特文格勒当上莱比锡布商大厦管弦乐团指挥。 
1933年纳粹上台后，瓦尔特迁居奥地利。在1938年所谓的德奧合併之后他不得不再次迁居，获得了法国国籍，但他还是在1939年移居到了美国，并于1946年获得美国国籍。在美国他指挥了很多著名乐团，1941年到1959年间他指导了纽约大都会歌剧院的演出。二战后，瓦尔特从1947年起就经常回欧洲作演出。 
相对地，作为作曲家的瓦尔特并没有什么名气。他的作品被作为遗产收藏在维也纳音乐与表演艺术大学。

### 逝世

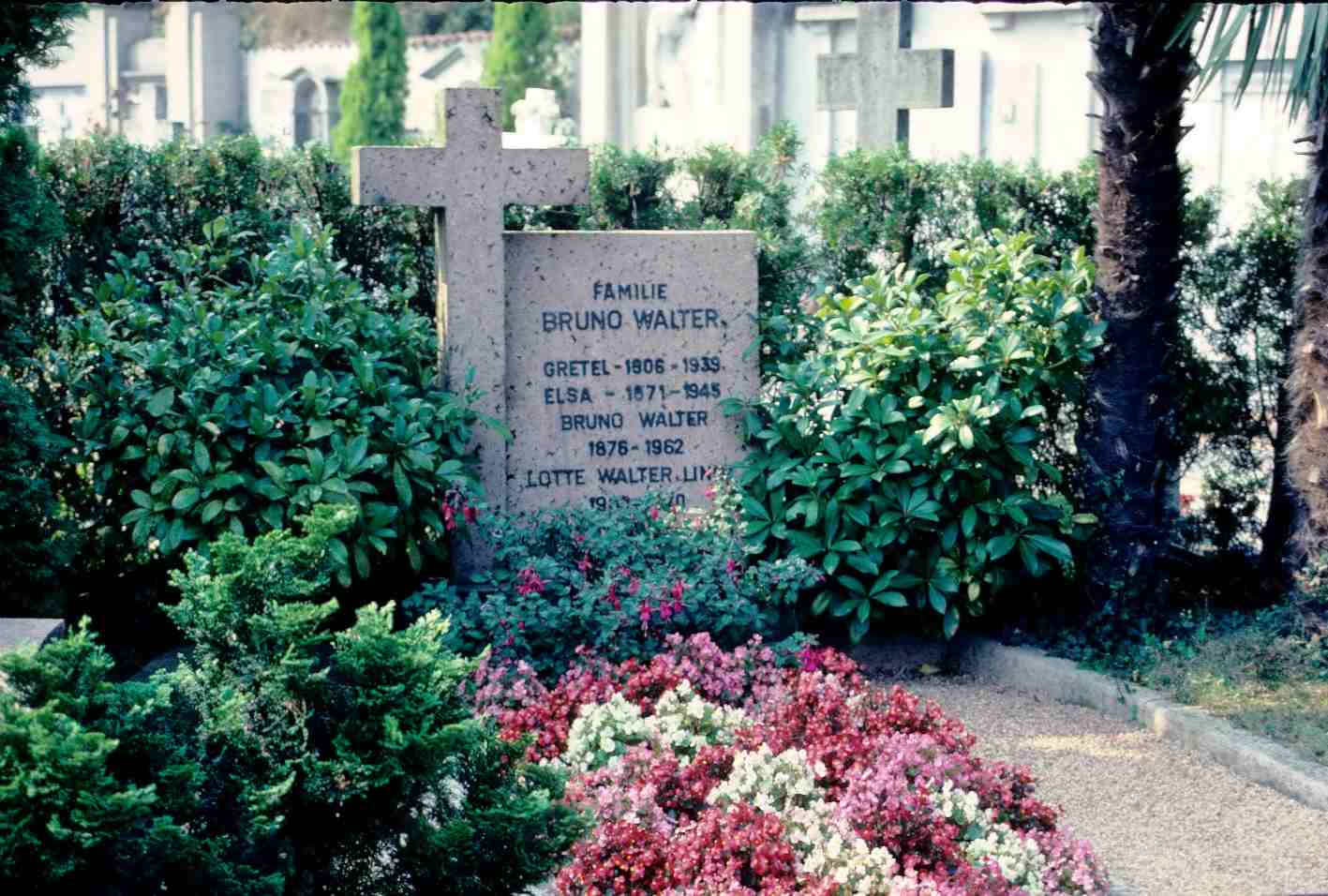
1998年的家族墳墓。

1962年2月17日，華爾特在美國比華利山家中因心臟病逝世。他在瑞士提契諾州盧加諾附近的真蒂利諾公墓找到了自己的最後安息之地，與他的妻子艾爾莎·科內克（Elsa, née Korneck，1871-1945 年）（一位女高音歌唱家）和他們的女兒瑪格麗特·“格蕾特”在同一個墳墓裡。（1906-1939 年）已經被埋葬了。 他們的女兒樂天（Lotte，1903-1970）也埋葬於此。